# Георгій (Ярошевський)
Митрополит Георгій (пол. Jerzy Jaroszewski, в миру Григорій Антонович Яроше́вський; 1872, с. Тернівка, нині Крижопільський район, Вінницька область, Україна — 8 лютого 1923, Варшава, Польща) — церковний діяч в Україні, Польщі та Московщині. Ректор Санкт-Петербурзької духовної академії. Очільник Варшавської митрополії (1922—1923). Жертва теракту російського релігійного фанатика архімандрита Смарагда (Латишенка).

## Життєпис
Народився в с. Мала Тернівка Ольгопільського повіту Подільської губ. (нині — с. Тернівка, Крижопільська ОТГ, Тульчинський р-н., Вінницька обл.) у родині священика Антонія Павловича Ярошевського (1844 р.н.). Закінчив Подільську духовну семінарію (1894) та Київську духовну академію (1897) зі ступенем кандидата богослов'я за роботу «Соборное послание Св. Апостола Иакова». Залишений в Академії в якості професорського стипендіата на 1897—1898 рр.
Згідно зі спогадами О. Лотоцького належав до кола проукраїнсько налаштованих студентів КДА. Одна з перших друкованих праць Ярошевського (1895) була опублікована Записках НТШ, що виходили у Львові.
17.09. 1898 призначений викладачем гомілетики Таврійської ДС. 24.03. 1900 прийняв чернечий постриг, 26.03.1900 — рукопокладений в ієромонаха та призначений смотрителем Калузького ДУ.
26.04. 1901 Рада КДА, за монографію «Соборное послание Св. Апостола Иакова» (доопрацьований та розширений варіант кандидатської), присвоїла Г. ступінь магістра богослов'я. Інспектор Могилівської ДС (з 16.08.1902). У березні 1903 піднесений до сану архімандрита та призначений ректором Тульскої ДС (перебував на посаді до 16.09.1906).
1.07. 1906 висвячений на єпископа Каширського, вікарія Тульської єпархії. З 1.02. 1908 — єпископ Прилуцький, вікарій Полтавської єпархії; 19.11. 1910 переведений на кафедру єпископа Ямбурзького, вікарія Санкт–Петербурзької єпархії.
З 22.11. 1910 по 13.05.1913 Г. був ректором СпДА. Сприяв пожвавленню академічного життя у цьому навчальному закладі. У період ректорства Г. також суттєво збільшилась кількість студентів, які виявили бажання прийняти чернецтво (7 осіб за 3 роки, тоді як за все перше десятиліття ХХ ст. таких було тільки 2 особи).
З 13.05. 1913 по 5.07.1916 — єпископ Калузький та Боровський.
Активно публікувався. Окрім екзегетичних праць Г. також підготував декілька богословсько-психологічних нарисів (про стигматизацію, так звані «демонічні» хвороби та феномен «глоссолалії» — безглуздого, але фонетично структурованого мовлення, що не нагадує жодну з відомих людству мов).
За свідченням єп. Александра (Іноземцева) Г. також закінчив роботу над докторською дисертацією по І–му Соборному посланню апостола Петра (не збереглася).
З 6.07. 1916 — єпископ (з 25.04. 1918 — архієпископ) Мінський та Туровський.
Учасник Всеросійського Помісного Собору 1917—1918. Голова Соборного відділу з єпархіального управління.
Влітку 1918 підтримав діяльність українських організацій в Білорусі. 9.07.1918 року міністр ісповідань Української Держави Василь Зінківський направив спеціального листа з подякою за підтримку Г. діяльності української «Просвіти» в Мінську.
В жовтні 1918 брав участь у роботі Всеукраїнського Собору 1918 р. В листопаді 1918 виїхав до Пінська, на початку січня 1919 — переїхав до Києва. Контактував з Міністерством культів УНР в справі визнання своїх повноважень на керування тими повітами Мінської єпархії, що входили складу Української Держави. У своєму листі до міністерства (17.01.1919) підкреслив, що сам є українцем за походженням, а отже не вбачає причин, з яких визнання за ним права керування українською частиною єпархії може зашкодити інтересам УНР.
Був призначений до складу Вищої Освященної церковної Ради (Синоду) оголошеної 1.01.1919 автокефальною УПЦ, однак участі в роботі цього органу не брав.
У березні 1919 року виїхав до Греції. Планував стати викладачем Богословської школи на о. Халкі. Написав дві статті (грецькою мовою) («Святійший Патріарх Тихон — коротка характеристика» та «Становище Російської церкви за радянської влади») опубліковані в журналі Вселенського патріархату «Εκκλησιαστική Άλήθεια» («Церковна істина»).
22.08.1919 призначений Вищим церковним управлінням Південного Сходу Росії (діяло при Добровольчій Армії) тимчасово керуючим Харківською єпархією та повернувся до України.
19.01.1920 виїхав до Стамбулу. 5.02.1920 прибув до Бєлграду. Пізніше проживав у монастирях Крушедол і Раваніце Сербської православної церкви.
В лютому 1921 керуючим західноєвропейськими парафіями РПЦ Євлогієм (Георгієвським) призначений опікуватись російськими парафіями в Королівстві Італія і переїхав до м. Барі.
Влітку 1921 вступив в контакт з польськ. урядом, який запросив Г. до Варшави для організації вищого органу управління Православної церкви в Польщі.
Г. разом з єп. Діонісієм (Валединським) та єп. Пантелеймоном (Рожновським) підписав підготовлену міністром ісповідань та народної освіти Польщі декларацію, в якій підтвердив готовність підтримати автокефалію Православної церкви в Польщі у випадку, якщо на це буде отримано згоду від Московського Патріарха.
Указом Патріарха та Св. Синоду РПЦ 11.10.1921 Г. був призначений тимчасово керуючим Варшавською єпархією та Екзархом Польщі. 30.01.1922 піднесений до сану митрополита та призначений Варшавським єпархіальним архієреєм (замість архієп. Серафима (Чичагова), який відмовився від цієї кафедри) й тимчасово керуючим Холмською єпархією. В січневому Указі Патріарха не згадувались екзарші повноваження Г., що дозволило пізніше його противникам поставити під сумнів наявність у нього прав обласного митрополита.
Г. намагався унормувати взаємини між Православною церквою та польськ. державою, йдучи на поступки вимогам уряду. Попри невдоволення частини єпископату, підписав розроблені Міністерством ісповідань та народної освіти Польщі «Тимчасові правила про взаємини уряду та Православної церкви в Польщі» («Tymczasowe przepisy o stosunku rządu do Kościoła prawosławnego w Polsce») (запроваджені в життя з 30.01.1922, діяли до 18.11. 1938).
Після арешту в травні 1922 року Патріарха Тихона, Г. наполіг на фактичному унезалежненні Православної митрополії в Польщі. На Соборі єпископів, який відбувся 14 — 15.06.1922, голосами владик Георгія, Діонісія та Александра (Іноземцева), було прийняте рішення про те, що всі справи, що торкаються Православної Церкви в Польщі, має вирішувати на місці Собор православних архієреїв. Єпископи задекларували, що не мають нічого проти автокефалії, за умови, що польськ. уряд одержить на неї згоду від Вселенського патріарха та предстоятелів інших Помісних Церков (у тому числі — й РПЦ, у випадку, якщо Патріарх Тихон повернеться до управління).
Протягом 1922 Г., за порозумінням з урядом, усунув зі своїх кафедр противників автокефалії (архієп. Віленського Єлевтерія (Богоявленського), єпископів Пантелеймона (Рожновського), Володимира (Тихоницького). Ці дії призвели до серйозного напруження серед духовенства та мирян Православної митрополії в Польщі та викликали протест збоку Архієрейського Собору РПЦ за кордоном.
З ініціативи Г. було започатковано видання друкованого органу «Вестник Православной митрополии в Польше», а також засновано Синодальну друкарню — найбільший центр православного книгодрукування у Східній Європі у міжвоєнний період.
Митрополит планував створення православного богословського фак–ту у Варшавському університеті, до викладання на якому хотів залучити низку професорів дореволюційних російських Духовних Академії, у тому числі — останнього ректора КДА єп. Василя (Богдашевського).
8 лютого 1923 року колишній ректор Холмської Духовної Семінарії, архімандрит Смарагд (Латишенко) застрелив митрополита Георгія у його власній резиденції.
Причиною злочину було оголошено незгоду Латишенка з діяльністю митрополита Георгія, спрямованою на отримання автокефалії Православної церкви в Польщі, однак у судовому вироку вбивці було підкреслено, що архімандрит керувався мотивами особистої ненависті (митрополит Георгій заборонив Смарагда у священослужінні, що унеможливлювало його єпископську хіротонію).
Похований під аналоєм храму Святого пророка Іллі та Святого Ієронима (нижня частина церкви Святого Іоанна Ліствичника на Вольському православному кладовищі у Варшаві).
Хоча формально митрополит Георгій не належав до єпископату Польської автокефальної православної церкви (ПАПЦ), однак, з огляду на те, що його діяльність сприяла отриманню цією церквою незалежності (підтверджена Томосом Вселенського Патріарха від 13.11.1924), вважається першим предстоятелем ПАПЦ.

## Вшанування пам'яті
Постаті митрополита Георгія (Ярошевського) присвячений документальний фільм «Męczennik za autokefalię», знятий у 2023 році Бартошем Вєчореком та Ізабелою Фатальською.
Фільм був знятий до річниці смерті великого ієрарха Польської Автокефальної Православної Церкви.

## Найважливіші праці
- «Соборное послание Св. Апостола Иакова: Опыт исагогико-экзегетического исследования». — Киев: тип. И. И. Горбунова, 1901.
- Стигматизация. Богословско-психологический очерк.
- Демонические болезни. Богословско-психологический очерк.
- Наше духовенство в произведениях А. П. Чехова (литературно-философский очерк).